# Un viaje a la Luna
Un viaje a la Luna es una película de Argentina filmada en colores dirigida por Joaquín Cambre sobre su propio guion escrito en colaboración con Laura Farhi que se estrenó el 1° de marzo de 2018. Este primer largometraje del director tuvo como actores principales a Angelo Mutti Spinetta, Leticia Brédice, Germán Palacios, Ángela Torres y Luis Machín.

## Sinopsis
Tomás, un joven de 14 años, tiene sesiones periódicas con  un psiquiatra, pues además de los cambios físicos y emocionales propios de su edad, tiene algunos recuerdos que lo perturban. Su conducta es algo rara, un poco de ermitaño y mientras su familia espera con ansia ir a la playa en verano, Tomás quiere escapar… a la Luna.

## Producción
El director, Joaquín Cambre, es hijo del importante artista plástico argentino Juan José Cambre, siendo este su primer largometraje. Antes había trabajado en publicidades sobre temas variados y dirigido centenares de videoclips para Calle 13, Cumbia Ninja, Romeo Santos, Tini Stoessel, Miranda!, Gustavo Cerati, entre otros. Por otra parte, el guion lo escribió con Laura Farhi, libretista, de varias novelas conocidas, entre ellas Vidas robadas y Soy Luna. Los protagonistas son Angelo Mutti Spinetta, nieto del músico Luis Alberto Spinetta, y Ángela Torres, nieta de la cantante y actriz Lolita Torres.

## Reparto
Participaron del filme los siguientes intérpretes:
- Angelo Mutti Spinetta	...Tomás
- Leticia Brédice...	Susi
- Germán Palacios	...	Aníbal
- Ángela Torres...	Iris
- Luis Machín...	Dr. Livenson
- Micaela Amaro...Juliana
- Luca Tedesco...	Checho
- Federico Venzi...	novio de Iris
- Tiziano Duarte...	Coco
- Julián Ponce...	novio de Juliana
- Justino Mutti Spinetta	...	Tomás pequeño

## Comentarios
Isabel Croce en La Prensa opinó:

” 
"Un viaje a la Luna" podría encuadrarse por su tema como película de formación, de aprendizaje, donde se retrata la evolución del personaje, sus experiencias positivas, sus obstáculos. Sin embargo, la rarificación de la narrativa, apelando al tema de las obsesiones y el mundo imaginario con la recurrencia a la metáfora, la retira de aquel mundo refrescante aunque contradictorio de la adolescencia, para entrar en el de la ciencia ficción y el puro drama….Hay que destacar el cuidado estético en el área visual del filme. Ciertas manifestaciones del mundo imaginario fueron muy bien plasmada en imágenes por la directora de arte y escenógrafa Alejandra Isler.

Paraná Sendrós en Ámbito Financiero  escribió:

” 
Entre los (aciertos) está la idea de hacer una película para preadolescentes, con estética atractiva, espíritu naif, de ágil comienzo, y un joven de 14, frágil, pavote, traumado, típico anteojito víctima de madre cargosa, exámenes en puerta, psiquiatra medicamentoso, cretinos burlones y otros males...Entre los defectos, está el incierto cambio de tono cuando la historia hasta entonces medianamente risueña se pone algo extraña, y la fantasía amable se codea con el caso clínico. Faltó, quizás, un pulido final, para no recargar el conjunto. ”

Nazareno Brega en Clarín escribió:

”La  película busca elevarse con una reflexión filosófica entre madurez y geocentrismo y está diseñada para lucir la sofisticación visual de la obsesión espacial de Tomás, momento en que Un viaje a la luna se transforma en un cándido filme de ciencia ficción de bajo presupuesto, pero los grandes hallazgos aparecen en situaciones mucho más sencillas y honestas, como un plan fallido para zafar de un examen en el colegio o un baile en un asalto al ritmo de una buena canción bajo una luz estroboscópica.

## Nominaciones y premios
Festival Internacional de Cine de Cleveland  2018
- Joaquín Cambre nominado al Premio en la Competencia de Nuevos Directores

Festival Internacional de Cine de Durban 2018
- Nominado al Premio a la Mejor Película

Festival Internacional de Cine de Mar del Plata  2017
- Emilio Haro y Gabriel Barredo, ganadores del Premio Sadaic a la Mejor Banda de Sonido del Festival
- Nominada al Premio a la Mejor Película argentina.